# Xã Bryant, Quận Fillmore, Nebraska
Xã Bryant (tiếng Anh: Bryant Township) là một xã thuộc quận Fillmore, tiểu bang Nebraska, Hoa Kỳ. Năm 2010, dân số của xã này là 434 người.